# اچ‌ام‌اس فارهام (جی۸۹)
اچ‌ام‌اس فارهام (جی۸۹) (به انگلیسی: HMS Fareham (J89)) یک کشتی بود که طول آن ۲۳۱ فوت (۷۰ متر) بود. این کشتی در سال ۱۹۱۸ ساخته شد.